# Science-Fiction-Jahr 1824
Übersicht

◄◄ | ◄ | 1820 | 1821 | 1822 | 1823 | Science-Fiction-Jahr 1824 | 1825 | 1826 | 1827 | 1828 | ► | ►►

Weitere Ereignisse

## Geboren
- Edward Maitland († 1897)